# رقوءة بورمية
رقوءة بورمية (الاسم العلمي:Ischaemum burmanicum) هي نوع من النباتات يتبع جنس الرقوءة من الفصيلة النجيلية.